# XTC (musikgrupp)
XTC var ett engelskt new wave / pop-band från Swindon. Det bildades 1972. Bandet bestod den sista tiden av Andy Partridge och Colin Moulding. Båda är sångare, låtskrivare och multiinstrumentalister. Gruppen betraktades först som något av ett punkband, men deras melodier, udda ackordföljder och texter gjorde det klart att deras musik var betydligt mer komplex än så.
Bandet debuterade 1977 med singeln "Science Friction". Deras två första album blev mindre framgångar i hemlandet, men gruppens stora genombrott kom med singeln "Makin' Plans for Nigel" som nådde sjuttondeplatsen på brittiska singellistan 1979. 1981 följde ytterligare en singelhit med "Sgt. Rock (Is Going to Help Me)" innan de 1982 fick sin största hit med "Senses Working Overtime" som nådde tiondeplatsen på brittiska listan. Låten var hämtad från det ambitiösa dubbelalbumet English Settlement vilken också den blev en försäljningsframgång. De slutade turnera 1982 och efter det spelade de endast in skivor i studion och gjorde enstaka framträdanden i tv och radio. Detta berodde på Andy Partridge som fick psykiska problem av att uppträda på scen. Det första albumet efter detta beslut, Mummer var ett tydligt introvert verk. XTC fick fortfarande fina recensioner, men inga fler stora singelhits. I synnerhet det psykedeliska albumet Skylarking, producerat av Todd Rundgren uppmärksammades av musikkritiker, men den passerade den breda skivpubliken obemärkt. Vidare släppte också XTC under 1980-talet två psykedeliska 1960-talspastischer under pseudonymen Dukes of Stratosphear, en EP och ett album. Den enda av gruppens singlar som nådde placering på amerikanska Billboard Hot 100 var 1989 års "The Mayor Of Simpleton" från albumet Oranges and Lemons. Inte heller under 1990-talet hade de någon försäljningssuccé i närheten av de de haft under det tidiga 1980-talet.
1998 lämnade de sitt långvariga skivbolag Virgin Records, och de bildade istället det egna skivbolaget Idea Records. Efter att Colin Moulding tappat intresset för XTC meddelade Andy Partridge, som inte ville framträda som XTC utan Moulding, att gruppen lagts på is 2005. Den huvudsakliga låtskrivaren Andy Partridge satsar nu mest på sitt eget skivbolag APE. Några av artisterna är den kanadensiska sångerskan Veda Hille, amerikanskan Jen Olive, det irländska popbandet Pugwash och The Milk & Honey Band som kommer från Brighton.

## Medlemmar

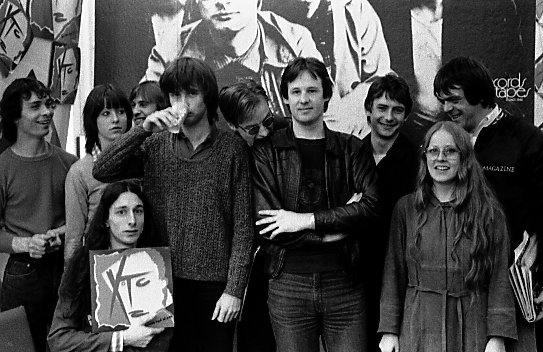
XTC 1980 tillsammans med kanadensiska fans. Från vänster: Moulding (med kopp), Partridge, Gregory och Chambers.

### Tidigare medlemmar
Huvudmedlemmar
- Andy Partridge – sång, gitarr (1972–2006)
- Colin Moulding – basgitarr (1972–2006)
- Terry Chambers – trummor (1972–1982)

Tidiga medlemmar
- Dave Cartner – gitarr (1972–1975)
- Steve Hutchins – sång (1974–1975)
- Jonathan Perkins – keyboard (1976)
- Barry Andrews – keyboard (1976–1978)
- Dave Gregory - gitarr (1978–1998)

## Diskografi

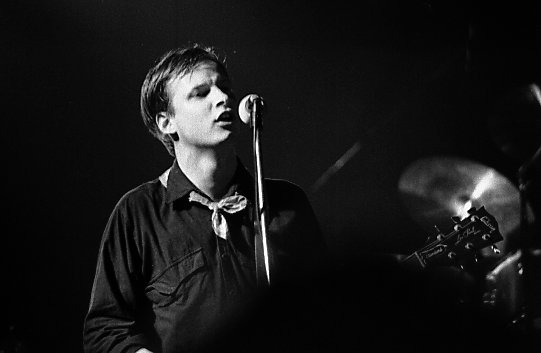
Andy Partridge, sångare i XTC

### Album
- 1978 – White Music
- 1978 – Go 2
- 1979 – Drums and Wires
- 1980 – Black Sea
- 1982 – English Settlement
- 1983 – Mummer
- 1984 – The Big Express
- 1985 – 25 O'Clock (som The Dukes of Stratosphear)
- 1986 – Skylarking
- 1987 – Psonic Psunspot (som The Dukes of Stratosphear)
- 1987 – Chips from the Chocolate Fireball (som The Dukes of Stratosphear)
- 1989 – Oranges and Lemons
- 1992 – Nonsuch
- 1999 – Apple Venus Volume 1
- 2000 – Wasp Star (Apple Venus Volume 2)

### EP-skivor
- 1977 – 3D – EP
- 1978 – Go +
- 1981 – Live & More EP (endast i Japan)
- 1981 – 5 Senses EP (endast i Kanada)
- 1992 – Demo Tracks (endast i Japan)
- 1994 – A Hello Selection (begränsad utgåva)

### Singlar
- 1978 – "Statue of Liberty"
- 1978 – "This Is Pop?"
- 1978 – "Are You Receiving Me?"
- 1979 – "Life Begins At The Hop"
- 1979 – "Making Plans For Nigel"
- 1980 – "Ten Feet Tall"
- 1980 – "Wait Till Your Boat Goes Down"
- 1980 – "Generals and Majors"
- 1980 – "Towers of London"
- 1980 – "Take This Town"
- 1980 – "Sgt. Rock (Is Going To Help Me)"
- 1981 – "Love At First Sight" (endast i USA/Kanada)
- 1981 – "Respectable Street"
- 1982 – "Senses Working Overtime"
- 1982 – "Ball and Chain"
- 1982 – "No Thugs In Our House"
- 1983 – "Great Fire"
- 1983 – "Wonderland"
- 1983 – "Love On A Farmboy’s Wages"
- 1984 – "All You Pretty Girls"
- 1984 – "This World Over"
- 1985 – "Wake Up"
- 1986 – "Grass"
- 1987 – "The Meeting Place"
- 1987 – "Dear God"
- 1989 – "The Mayor of Simpleton"
- 1989 – "King for a Day"
- 1989 – "The Loving"
- 1992 – "The Disappointed"
- 1992 – "The Ballad of Peter Pumpkinhead"
- 1999 – "Easter Theatre"
- 1999 – "I'd Like That"
- 2000 – "I'm The Man Who Murdered Love"
- 2005 – "Where Did The Ordinary People Go?" (endast för digital nedladdning)

### Samlingar
- 1980 – Eighties Goldies (i Frankrike)
- 1982 – Waxworks: Some Singles 1977–1982
- 1982 – Beeswax: Some B-Sides 1977–1982
- 1987 – The Compact XTC
- 1990 – Explode Together: The Dub Experiments 78–80
- 1990 – Rag And Bone Buffet: Rare Cuts And Leftovers
- 1992 – BBC Radio 1 Live In Concert
- 1992 – The Tiny Circus of Life (begränsad utgåva i Frankrike)
- 1994 – Drums and Wireless: BBC Radio Session 1977–89
- 1996 – Fossil Fuel: The Complete Singles 77–92
- 1997 – Upsy Daisy Assortment
- 1998 – Transistor Blast: The Complete BBC Sessions
- 1999 – Homespun
- 2001 – Homegrown
- 2002 – Coat of Many Cupboards
- 2005 – Apple Box